# Guiraude de Lavaur
Guiraude de Lavaur, dite aussi Guiraude de Laurac, Geralda de Lavaur ou Dame Guiraude (décédée le 3 mai 1211) est une femme de la noblesse cathare, l'une des figures emblématiques de la résistance à la croisade des Albigeois. Avec son frère et ses soldats, elle défend sa ville durant un mois au siège de Lavaur. Surnommée heretica pessima (pire des hérétiques), son supplice lors de la chute de la ville concourt à son entrée dans l'histoire et à sa postérité. Elle est l'un des personnages les plus représentatifs de l'aristocratie languedocienne du début du XIIIe siècle.

## Biographie
Guiraude de Lavaur est issue de deux lignages détenant les importantes seigneuries de Laurac et Montréal. Elle est la fille d'Ugo Escafre de Roquefort et de Blanche de Laurac. Ses sœurs sont toutes liées à la religion des « Bons Hommes » : Esclarmonde de Roquefort est mariée au baron de Niort, dont la famille est acquise à la cause, Navarre de Roquefort est l'épouse d'un seigneur du pays biterrois, Étienne de Servian, qui mourra dans les geôles de Simon de Montfort pour s'être révolté contre lui. Quant à Mabelia de Roquefort, elle est ordonnée parfaite,.
Guiraude de Lavaur est mariée à Guilhem-Peyre de Brens, seigneur de Lavaur. Les écrits la présentent comme cultivée, fréquentant les scientifiques (mathématiciens, astrologues arabes, médecins juifs). Elle évolue dans un milieu favorable au catharisme. Lavaur est un lieu d'activisme cathare, un refuge où sont hébergés des « Bons Hommes ».

## Siège de Lavaur
Le frère de Guiraude de Lavaur, Aimery de Roquefort, seigneur de Montréal, se soumet une première fois à Simon de Montfort après le siège de Carcassonne, mais entre en dissidence à l'automne 1209. Après le siège de Minerve, il livre ses seigneuries et prête hommage au nouveau maître de la région. Toutefois, jugeant que ce dernier ne lui a pas confié des domaines suffisant à compenser la perte de sa terre ancestrale, il change encore de camp et participe, au printemps 1211, à la défense de Lavaur.
Guiraude de Lavaur en est alors la « Dame » du castrum et veuve de Guilhem-Peyre. Elle refuse de livrer les cathares lors du siège de la ville, ce qui fait d'elle la heretica pessima (pire des hérétiques).

### Supplice
Le 3 mai, jour de la Sainte-Croix, la ville tombe. Alors que les hommes sont jugés pour félonie, Guiraude de Lavaur est considérée comme hérétique par Simon de Montfort. Elle subit un supplice : elle est violée par les soldats puis jetée les poings liés dans un puits qui est comblé de pierres. Il est présenté dans La Chanson de la Croisade :
« Estiers dama Girauda qu'an en un potz gitat,
De peiras la cubriron ; don fo dols e pecatz,
Que ja nulhs hom del segle, so sapchatz de vertatz,

No partira de leis entro agues manjat. »
« En outre dame Guiraude ils ont en un puits jetée,
De pierres la couvrirent ; dont fut dol et péché,
Car nul homme au monde, pour vrai le sachez,
Ne se sépara d'elle, sans qu'il eut mangé. »

## Postérité
Napoléon Peyrat participe au renouveau de cet épisode de l'histoire et à sa pérennité. Il écrit dans son Histoire des Albigeois « Elle était jeune encore, mère et même enceinte de nouveau, et matrone pieuse, charitable et chérie de ses vassaux... Du fond de son humble tombeau, elle criait, pleurait, se lamentait, l’infortunée. Montfort étouffa ce gémissement sous une avalanche de gravois... ainsi périt la noble, la sainte, l’héroïque Geralda de Laurac ».
Plusieurs poètes lui ont dédié des vers, comme Nicolas Lenau, Félix Gras, Prosper Estiu, Juli Azema, Benjamin Valette ou Simone Coincy-Saint-Palais. Sous le nom de Dame Geralda, sa vie est évoquée longuement dans le roman La passion cathare de Michel Peyramaure.
Le site du supposé supplice se trouve à l'Esplanade du Plô (site exact de l'ancien castrum), où une stèle commémorative lui est dédiée, ainsi qu'aux victimes du siège de Lavaur (400 hérétiques ont été conduits au bûcher, quatre-vingts chevaliers, dont son frère Aymeri de Montréal, ont été pendus). Sur la stèle figure la colombe cathare, allégorie de la paix.
Des établissements, rues ou restaurants vauréens portent le nom de Guiraude, Dame Guiraude, ou bien encore Guiraude de Laurac, comme la médiathèque Guiraude de Laurac.
Son histoire fait régulièrement l'objet de plusieurs spectacles pour faire vivre sa mémoire,,.